# Ašašninkai
Ašašninkai (lit. Ašašninkai; dawn. Kobele, Kobele II, lit. Kabeliai II) − wieś na Litwie, zamieszkana przez 27 ludzi, w rejonie orańskim.
W dwudziestoleciu międzywojennym miejscowość leżała w Polsce, w województwie białostockim, w powiecie grodzieńskim, w gminie Berszty. Według Powszechnego Spisu Ludności z 1921 roku wieś Kobiele zamieszkiwało 258 osób, wśród których 240 było wyznania rzymskokatolickiego, 4 prawosławnego a 14 mojżeszowego. Jednocześnie 8 mieszkańców zadeklarowało polską przynależność narodową, 1 białoruską, 14 żydowską a 235 litewską. Były tu 44 budynki mieszkalne. 16 października 1933 utworzyła gromadę Kobele w gminie Berszty. Po II wojnie światowej weszła w struktury ZSRR, gdzie nazywano je Kobelami II (Kabeliai II), aby odróźnić je od sąsiednich Kobeli (patrz poniżej). W 1990 roku nazwę wsi zmieniono z Kabeliai II na Ašašninkai.
Uwaga: 500 m na północ od Ašašninkai, na północnym brzegu rzeki Grudy, leży wieś Kobele. Dawniej obie wsie nazywały się Kobele, lecz należały do różnych jednostek administracyjnych, których granica przebiegała na Grudzie. Kobele (północne) należały do guberni wileńskiej, a Kobele (południowe, obecne Ašašninkai) do guberni grodzieńskiej. Za II RP obie miejscowości weszły w skład powiatu grodzieńskiego w województwie białostockim, lecz należały do różnych gmin: Kobele (północne) do gminy Marcinkańce, a Kobele (południowe, obecne Ašašninkai) do gminie Berszty.